# Boe (okręg wyborczy)
Boe jest jednym z ośmiu okręgów wyborczych Nauru. Jest najmniejszym okręgiem wyborczym Nauru. Ma tylko 0,66 km² powierzchni. Obejmuje jeden dystrykt Boe.  Z tego okręgu wybiera się 2 członków parlamentu.
Obecnymi reprezentantami Boe (po wyborach z roku 2013) w Parlamencie Nauru są Mathew Batsiua i Baron Waqa. W przeszłości, okręg ten reprezentowali m.in.:
- Kenos Aroi[3],
- Clinton Benjamin[4],
- Ross Cain[4],
- Kinza Clodumar[5] (reprezentował też okręg Aiwo[6]),
- Appi Deigorongo[7],
- Hammer DeRoburt[8].